# Christania Williams
Christania Williams, född den 17 oktober 1994, är en jamaicansk friidrottare.
Hon tog OS-silver på 4 x 100 meter stafett i samband med de olympiska friidrottstävlingarna 2016 i Rio de Janeiro..